# Martin Wiese
Martin Wiese (* 1976 in Anklam, Bezirk Neubrandenburg) ist ein in Landau an der Isar ansässiger, mehrfach verurteilter deutscher Neonazi, der im Zusammenhang mit einem 2003 geplanten Sprengstoffattentat seiner rechtsterroristischen Vereinigung „Schutzgruppe“ auf das Jüdische Zentrum München bundesweit bekannt wurde und im Anschluss zu einer siebenjährigen Haftstrafe verurteilt wurde.

## Leben

### Beginn seiner Aktivitäten
Der 1976 in Anklam im heutigen Mecklenburg-Vorpommern geborene Martin Wiese wurde nach der politischen Wende in Ostdeutschland in der Neonazi-Szene aktiv. Er beteiligte sich bereits im August 1992 im Alter von 16 Jahren an einer der bekanntesten Ausschreitungen der bundesrepublikanischen Geschichte, den tagelangen Attacken und Brandanschlägen auf das Asylbewerberheim in Rostock-Lichtenhagen.

### Führender Neonazikader in Süddeutschland
Im Sommer 2002 übernahm der zwei Jahre zuvor nach München übersiedelte Wiese die Leitung der „Kameradschaft Süd – Aktionsbüro Süddeutschland“ (AS), nachdem deren Gründer wegen schwerer Körperverletzung, begangen bei einem Überfall am 13. Januar 2001 auf einen 31-jährigen Griechen in der Münchner Zenettistraße im Anschluss an die Geburtstagsfeier von Wiese, in Haft gehen musste. Bereits im August 2002 stand Wiese gemeinsam mit dieser Person vor einem Münchner Gericht, da Wiese im April 2001 einen Menschen schwarzer Hautfarbe mit einem Faustschlag niedergestreckt hatte. Eine Verurteilung blieb aus, da der Schlag als Notwehr gewertet wurde.
Wiese trat zwischen 2000 und 2003 häufig bei verschiedenen Neo-Nazi-Demos oder -Mahnwachen vorwiegend im Münchner Raum auf. Im Jahre 2000 beteiligte er sich an mehreren Infoständen der NPD in der Münchener Innenstadt. Im August 2000 nahm er mit anderen Münchener Neonazis am so genannten Rudolf-Heß-Gedenkmarsch in Wunsiedel teil. Im Oktober 2002 wurde Wiese als stellvertretender Versammlungsleiter einer von dem Hamburger Neonazi Christian Worch angemeldeten Demonstration gegen die Wehrmachtsausstellung vom Kreisverwaltungsreferat München abgelehnt, da er einschlägig vorbelastet sei. Die Demonstration fand trotzdem statt und rund 500 Neonazis zogen durch München. Im November 2002 konnte Wiese mehrere Kundgebungen gegen die gleiche Ausstellung anmelden, so z. B. am 10. November, als rund 50 „freie Kameraden“ an einer Kundgebung am Marienplatz teilnahmen, oder am 30. November 2002. Des Weiteren beteiligte er sich als Redner an Neonazi-Aufmärschen wie in Schwäbisch Hall aus demselben Anlass, wo er über die bei Stalingrad gefallenen Wehrmachtssoldaten äußerte „84.000 aufrecht und tapfer kämpfende deutsche Soldaten, ermordet, verhungert und aufgefressen!“.
In der Zeit unter seiner Leitung stellte die „Kameradschaft Süd“ eine eigene Website ins Internet, für die der Rechtsextremist Robert Stillger aus Baldham (bei München), ein Mitarbeiter der vom NPD-Landesvorstand Bayern herausgegebenen „Bayernstimme“, verantwortlich zeichnete. Auch mit dem seit 2003 aktiven rechtsextremen Verein „Demokratie direkt“ des Münchner Republikaner-Stadtrats Johann Weinfurtner (verstorben am 8. Juli 2005) arbeitete Wiese zusammen und war auf fast allen Veranstaltungen dieses Vereins anzutreffen. Häufig übernahm Wiese dabei zusammen mit weiteren Neonazis den Saalschutz der Veranstaltungen.
Wiese soll auch Kontakte zum verbotenen Neonazinetzwerk Blood and Honour und dessen „bewaffneten Arm“ Combat 18 unterhalten haben.

### Der geplante Sprengstoffanschlag auf das Jüdische Kulturzentrum
Die „Kameradschaft Süd“ führte Wiese bis zu seiner eigenen Verhaftung am 6. September 2003 in Nürnberg im Zusammenhang mit einem geplanten Sprengstoffanschlag auf die Grundsteinlegung des neuen Jüdischen Kulturzentrums am 9. November 2003 am Münchner St.-Jakobs-Platz. Wiese wurde daraufhin mit insgesamt acht weiteren Mitgliedern des Führungskreises der „Kameradschaft“ wegen Mitgliedschaft in einer terroristischen Vereinigung (§ 129a StGB) und Planung eines Sprengstoffanschlags angeklagt und zu einer Freiheitsstrafe von sieben Jahren verurteilt. Die „Kameradschaft Süd“ wurde verboten. Bayerns Innenminister Günther Beckstein sprach damals von einer „Braunen Armee Fraktion“.
Bei dem Prozess gegen Wiese wurden auch einige handgeschriebene Briefe verlesen, die Wiese in der Untersuchungshaft geschrieben hatte und aus der Haft schmuggeln wollte, dann aber im Speisesaal vergaß. Mehrfach hetzte er in den mit „Heil Hitler“ unterschriebenen und mit Hakenkreuzen versehenen Pamphleten gegen die „Judenrepublik“, die er „platt machen“ wolle. „Natürlich hat sich nichts an meiner Einstellung zu Führer, Volk und Vaterland geändert. Ich werde erst Ruhe finden, wenn wir den Endsieg gefeiert haben“, heißt es darin. Wiese distanzierte sich von den Schreiben nicht. Er habe eine innere „Beziehung“ zu den Führern des Nazi-Reichs. Während des Prozesses bedrohte er die beiden Mitangeklagten David Schulz und Alexander Maetzing, die ihre Beteiligung gestanden und gegen Wiese ausgesagt hatten.
Der Vorsitzende Richter Bernd von Heintschel-Heinegg sprach Wiese der Rädelsführerschaft einer terroristischen Vereinigung und mehrerer Waffen- und Sprengstoffdelikte für schuldig. Wiese hätte nach Auffassung des Bayerischen Obersten Landesgerichts auch vor einer „blutigen Revolution“ nicht zurückgeschreckt. Zwar habe es für einen Sprengstoffanschlag auf das jüdische Kulturzentrum am 9. November 2003 keine konkreten Pläne gegeben, Ziel der „Kameradschaft Süd“ sei aber die Beseitigung des Systems der Bundesrepublik Deutschland und die Errichtung eines nationalsozialistischen Staates gewesen, betonte von Heintschel-Heinegg. Das Gericht verurteilte Wiese zu einer Freiheitsstrafe von sieben Jahren.
Während der gesamten Haftzeit wurde Wiese von der neonazistischen Hilfsorganisation für nationale politische Gefangene und deren Angehörige (HNG) betreut. Er verfasste mehrere Hetzschriften auch während der Haft. Eine vorzeitige Haftentlassung wurde deshalb abgelehnt. Der bayerische Verfassungsschutz rechnete damit, dass Wiese nach seiner Haftentlassung im August 2010 wieder eine aktive Rolle in der neonazistischen Szene spielen werde. Er untersteht der Führungsaufsicht.

### Nach der Haftentlassung
Seit Frühjahr 2011 versucht Wiese die Neonazi-Szene im Raum München unter einer neuen Dachorganisation namens NSB (Nationale Soziale Bewegung) zu vereinen und trat mehrfach bei Veranstaltungen von Neonazis, unter anderem als Mitorganisator, in Erscheinung. Trotz Führungsaufsicht und Kontaktverbots beteiligte sich Wiese am Montag, den 25. April 2011, an einer Neonazimahnwache auf dem Münchner Marienplatz und verstieß somit möglicherweise gegen das Kontaktverbot gegen die ehemaligen Mitglieder der rechtsterroristischen „Schutzgruppe“ der „Kameradschaft Süd“. Am 8. Mai 2011 beteiligte sich Wiese am SS-Gedenken in Bad Reichenhall, wo ihm erneut ein Verstoß gegen sein Kontaktverbot vorgeworfen wurde, da auch Karl-Heinz Statzberger an der Neonaziveranstaltung teilnahm. Ein tatsächlicher persönlicher Kontakt konnte jedoch nicht nachgewiesen werden. Am 9. Mai 2011 berichtete die Süddeutsche Zeitung, dass das Polizeipräsidium München wegen des Verdachts der Verletzung des Kontaktverbots gegen Wiese ermittle.
Im September 2011 wurde Wiese beobachtet, wie er mit anderen Neonazis aus einem Gasthaus auf eine antifaschistische Demonstration zustürmte. Wiese nahm am Volkstrauertag in Wunsiedel am 13. November 2011 teil, an einem Aufmarsch in Landshut unter dem Motto „Linke Gewalt stoppen!“ am 25. Februar 2012 und an einem Aufmarsch anlässlich des 1. Mais in Hof. Ebenso nahm Wiese am „4. Nationalen Frankentag“ in Roden-Ansbach teil, einer Neonazi-Veranstaltung, die in Tradition des Frankentags von Julius Streicher steht. Im Juli 2012 zum Todestag von Friedhelm Busse verhinderten die Behörden zwar eine Kranzniederlegung am Friedhof Patriching in Passau, danach fand aber eine spontane Demo mit Fackeln und Fahnen durch die Innenstadt Passaus statt, an der sich auch Wiese beteiligte.
Am 15. Juni 2013 wurde Wiese in Gewahrsam genommen, weil er einen Pullover trug, auf dem der Satz „Heute schon an Hitler gedacht?“ stand. Nach einer Anzeige durch die Ordnungsbehörden wurde er wieder freigelassen und hielt im Anschluss eine Rede auf dem so genannten „Thüringentag der nationalen Jugend“.
Während einer Feier von Angehörigen des „Freien Netz Süd“ im Juli 2013 griff Wiese das Auto von vorbeifahrenden Journalisten an. Diese erstatteten daraufhin eine Anzeige.

### Weitere Verurteilungen
Am 9. Mai 2012 wurde Wiese unter anderem wegen Volksverhetzung und Bedrohung vom Amtsgericht Gemünden am Main zu einem Jahr und neun Monaten Haft verurteilt. Er hatte im Sommer 2011 auf einer Kundgebung in Unterfranken mehrere Journalisten massiv bedroht und ihnen das Todesurteil durch einen „Volksgerichtshof“ angekündigt. Wiese selbst stritt die Vorwürfe ab, wurde jedoch durch eine Videoaufnahme überführt. Der Prozess wurde von einem großen Medieninteresse und verstärkten Sicherheitsmaßnahmen begleitet. Vor dem Gericht sagten zwei Polizisten und vier Journalisten aus, die entweder bei der Kundgebung anwesend waren oder deswegen ermittelt hatten. Noch am Tag der Urteilsverkündung demonstrierten vor dem Landgericht Landshut mehrere Neonazis.
Am 25. September 2013 wurde Wiese in einem Berufungsprozess vom Landgericht Würzburg wegen Volksverhetzung und Gewaltandrohung zu 15 Monaten Haft ohne Bewährung verurteilt. Das  Gericht sah es als erwiesen an, dass er im Sommer 2011 verschiedenen Journalisten Todesurteile durch einen „Volksgerichtshof“ angedroht hatte.

### Publikationsverbot und Urteil des BVerfG
Bereits während der Haft versuchte Wiese, Beiträge in einschlägig rechtsextremen Zeitschriften zu veröffentlichen. Bei der Entlassung wurde ihm im Rahmen der sogenannten Führungsaufsicht für die Dauer von fünf Jahren untersagt, „rechtsextremistisches oder nationalsozialistisches Gedankengut publizistisch zu verbreiten“. Die Weisung betraf auch Veröffentlichungen unterhalb der Schwelle der §§ 130, 86a StGB (Volksverhetzung und Verwenden von Kennzeichen verfassungswidriger Organisationen). Dem Urteil des Bundesverfassungsgerichts zufolge war diese Weisung zu unbestimmt. Es sei nicht abgrenzbar, was erlaubt und was verboten sei. „Denn die Einstufung einer Position als rechtsextremistisch ist eine Frage des politischen Meinungskampfes und der gesellschaftswissenschaftlichen Auseinandersetzung“, hieß es in der Urteilsbegründung. Die vorbeugende Unterdrückung bestimmter Meinungsinhalte sei unverhältnismäßig. Durch das Verbot werde dem Beschwerdeführer in weitem Umfang unmöglich gemacht, mit seinen politischen Überzeugungen am öffentlichen Willensbildungsprozess zu partizipieren. Dies komme einer Aberkennung der Meinungsfreiheit selbst nahe. Auch das Interesse an einer Resozialisierung rechtfertige ein solches Vorgehen nicht.

## Fernsehdokumentationen
- Terror von rechts – Die neue Bedrohung. Reportage & Dokumentation. Sendereihe: Die Story im Ersten. Regie: Thomas Reutter, Produktion: Südwestfunk 2016, Länge: 44:02 Minuten, Erstausstrahlung: 7. März 2016 in Das Erste/ARD (online: Begleitinformationen mit Videostream; zu Martin Wiese ab ca. Minute 24:55).